# Качканарський гірничо-збагачувальний комбінат

Качканарський гірничо-збагачувальний комбінат — підприємство для видобутку і переробки залізних руд в РФ (Урал).
Сировинна база — Гусєвогорське родов. титаномагнетитових руд. Збудований у 1957—1963 рр. К-т включає 3 кар'єри, ф-ки переробки руд. Осн. пром. центр — м. Качканар. Гусєвогорське родов., що входить до Качканарської групи залізорудних родов. (середній Урал), складене силур-девонськими виверженими і метаморфіч. породами. Родов. приурочене до піроксенітового масиву і включає 12 рудних тіл, які простежуються на глиб. до 2 км і виходять на поверхню. Балансові запаси бл. 2 млрд т руди із вмістом заліза 16 %. Руди вкраплені, комплексні. Гол. рудні мінерали: титаномагнетит, ільменіт; другорядні мінерали платинової групи, хрому та інш. Нерудні мінерали: клінопіроксен, олівін, рогова обманка, плагіоклаз. Наявність ванадію визначає металлургіч. цінність руд. Проектна глибина гірн. робіт — 300 м. Розкриття — за комбінов. схемою: нагірна частина відособленими заїздами з вивезенням руди і породи автомоб. транспортом; ниж. горизонти — внутрішньокар'єрними спірально-тупиковими з'їздами зал. транспортом. Система розробки — транспортна з зовнішніми відвалами. Гірничо-трансп. обладнання — верстати шарошечного буріння, екскаватори циклічної дії. Технологія збагачення і облагороджування включає дроблення, суху і мокру магнітну сепарацію, аґломерацію. Видобуток руди в 2002 р склав 43 млн т., випуск залізорудної продукції — 7,7 млн т. План на 2005 р відповідно 45 млн т. і 8,1 млн т.
Станом на 2004 р. — ВАТ "Качканарський гірничо-збагачувальний комбінат «Ванадій». ВАТ КГЗК «Ванадій» є найбільшим гірничодобувним підприємством російської металургійної промисловості, і одним з двох аналогічних у світі унікальних підприємств, що виробляють залізорудну сировину, яка містить рідкісний і цінний в багатьох прикладних галузях промисловості елемент — ванадій. Основними видами діяльності ВАТ КГЗК «Ванадій» є: виробництво і реалізація залізо-ванадієвого концентрату, аґломерату, котунів, продукції комплексного використання мінеральної сировини; розробка родовищ корисних копалин відкритим способом; здійснення діяльності, пов'язаної з дорогоцінними металами, каменями і рідкісноземельними елементами. Комбінат забезпечує високоякісною продукцією металургійні комбінати Росії, такі як Нижньотагильський, Кузнецький, Західно-Сибірський, Сєровський, Чусовський і ряд інших металургійних комбінатів. Комбінат є піонером освоєння бідних титаномагнетитових руд, що відкриває шлях до освоєння аналогічних родовищ, як на Уралі, так і в інших районах країни. Економічна доцільність видобутку качканарських руд зумовлена великими масштабами родовища, сприятливими гірничотехнічними умовами експлуатації, простою схемою збагачення руд і наявністю цінного легуючого компонента ванадію.
Щорічний обсяг видобутку сирої руди становить бл. 45 млн тонн, концентрата — бл. 7 млн тонн, річний обсяг продажу — понад 350 млн доларів. За час експлуатації родовища в промислових відвалах зосередилися величезні запаси шламів, які є сировиною для отримання рідкісних металів, в тому числі скандію. Чисельність працівників підприємства становить понад 10 000 чоловік.